# Andrea Parker
Andrea Nicole Parker (Monterey County, 8 maart 1970) is een Amerikaanse actrice en voormalig balletdanseres.

## Biografie
Parker begon al op zesjarige leeftijd met het nemen van balletlessen, op vijftienjarige leeftijd ging zij bij het San Francisco Ballet. Na drie jaar toeren door Amerika stopte zij met ballet en besloot toen om actrice te worden.
Parker is vanaf 2007 getrouwd.

## Filmografie

### Films
- 2012 Beautiful People – als Roberta
- 2008 Starting Under – als Gina
- 2001 The Pretender: Island of the Haunted – als Miss Parker
- 2000 Delicate Instruments – als dr. Anne Harper
- 1996 Ed McBain's 87th Precinct: Ice – als rechercheur Eileen Burke
- 1994 Brush with Death – als Colleen
- 1994 XXX's & OOO's – als Kelly Morgan
- 1994 Body Shot – als danseres van Shark Club
- 1993 The Naked Truth – als miss Frankrijk
- 1988 Earth Girls Are Easy – als danseres in schoonheidssalon
- 1988 Rented Lips – als danseres / verpleegster

### Televisieseries
Uitgezonderd eenmalige gastrollen.
- 2011-2017 Pretty Little Liars – als Mary Drake – 40 afl.
- 2014-2015 Red Band Society - als Sarah Souders - 4 afl.
- 2011-2012 Desperate Housewives – als Jane Carlson – 11 afl.
- 2002-2006 Less Than Perfect - als Lydia Weston – 81 afl.
- 1995-2001 JAG – als Caitlin Pike – 5 afl.
- 1996-2000 The Pretender – als Catherine Parker – 86 afl.
- 1994-1995 ER – als Linda Farrell – 10 afl.
- 1993 The Adventures of Brisco County Jr. – als Rita Avnet – 2 afl.
- 1989 Married... with Children – als Go-Go danseres – 2 afl.

- Bibliothèque nationale de France: cb14024260h (data)
- International Standard Name Identifier: 0000 0000 1010 1551
- Library of Congress Control Number: no2018002106
- Virtual International Authority File: 46959518
- WorldCat: E39PBJj8KH9Dr7qbTyfrkcJv73